# 호커 시들리 트라이던트
호커 시들리 HS 121 트라이던트 (Hawker Siddeley Trident)는 영국의 단거리 전용 항공기로, 세계에서 최초로 선보인 T-tail 제트 여객기이다.

## 같이 보기
- 보잉 727
- 투폴레프 Tu-154